# 2. ŽNL Vukovarsko-srijemska NS Vinkovci 2008./09.

## Tablica
| Mj. | Klub                       | Sus. | Pobj. | Ner. | Por. | GR.   | Bod.       |
| --- | -------------------------- | ---- | ----- | ---- | ---- | ----- | ---------- |
| 1.  | NK Lipovac                 | 22   | 16    | 2    | 4    | 62:32 | 50         |
| 2.  | NK Mladost Cerić           | 22   | 11    | 6    | 5    | 56:25 | 39         |
| 3.  | NK Hrvatski Sokol Mirkovci | 22   | 11    | 4    | 7    | 49:37 | 37         |
| 4.  | NK Lovor Nijemci           | 22   | 11    | 3    | 8    | 39:32 | 36         |
| 5.  | HNK Croatia Novi Jankovci  | 22   | 9     | 4    | 9    | 37:38 | 31         |
| 6.  | HNK Vinkovci               | 22   | 10    | 1    | 11   | 47:51 | 31         |
| 7.  | NK Mladost Vođinci         | 22   | 7     | 8    | 7    | 34:25 | 29         |
| 8.  | NK Sloga Novi Mikanovci    | 22   | 8     | 5    | 9    | 33:30 | 29         |
| 9.  | NK Hajduk Mirko Mirkovci   | 22   | 8     | 5    | 9    | 23:28 | 29         |
| 10. | NK Meteor Slakovci         | 22   | 7     | 5    | 10   | 32:43 | 26         |
| 11. | NK Borinci Jarmina         | 22   | 5     | 3    | 14   | 37:64 | 17 (-1) ↓1 |
| 12. | NK Šokadija Đeletovci      | 22   | 5     | 2    | 15   | 37:81 | 17         |

## Rezultati
| NK Hrvatski Sokol Mirkovci - NK Šokadija Đeletovci 4:2 NK Mladost Vođinci - NK Lipovac 1:2 NK Mladost Cerić - NK Croatia Novi Jankovci 2:0 NK Borinci Jarmina - HNK Vinkovci 2:6 NK Sloga Novi Mikanovci - NK Meteor Slakovci 3:0 NK Lovor Nijemci - NK Hajduk Mirko Mirkovci 1:0     | HNK Vinkovci - NK Sloga Novi Mikanovci 2:1 ↓2 NK Šokadija Đeletovci - NK Hajduk Mirko Mirkovci 2:4 NK Meteor Slakovci - NK Lovor Nijemci 2:0 NK Croatia Novi Jankovci - NK Borinci Jarmina 2:1 NK Lipovac - NK Mladost Cerić 2:1 NK Hrvatski Sokol Mirkovci - NK Mladost Vođinci 1:1  | NK Mladost Vođinci - NK Šokadija Đeletovci 6:2 NK Mladost Cerić - NK Hrvatski Sokol Mirkovci 1:1 NK Borinci Jarmina - NK Lipovac 1:4 NK Sloga Novi Mikanovci - NK Croatia Novi Jankovci 3:2 NK Lovor Nijemci - HNK Vinkovci 1:2 NK Hajduk Mirko Mirkovci - NK Meteor Slakovci 2:0    |
| HNK Vinkovci - NK Hajduk Mirko Mirkovci 0:0 ↓3 NK Šokadija Đeletovci - NK Meteor Slakovci 1:1 NK Croatia Novi Jankovci - NK Lovor Nijemci 3:2 NK Lipovac - NK Sloga Novi Mikanovci 2:0 NK Hrvatski Sokol Mirkovci - NK Borinci Jarmina 4:0 NK Mladost Vođinci - NK Mladost Cerić 0:0  | NK Mladost Cerić - NK Šokadija Đeletovci 11:1 NK Borinci Jarmina - NK Mladost Vođinci 2:2 NK Sloga Novi Mikanovci - NK Hrvatski Sokol Mirkovci 2:2 NK Lovor Nijemci - NK Lipovac 0:2 NK Hajduk Mirko Mirkovci - NK Croatia Novi Jankovci 3:1 NK Meteor Slakovci - HNK Vinkovci 3:0    | NK Šokadija Đeletovci - HNK Vinkovci 2:3 NK Croatia Novi Jankovci - NK Meteor Slakovci 3:1 NK Lipovac - NK Hajduk Mirko Mirkovci 4:1 NK Hrvatski Sokol Mirkovci - NK Lovor Nijemci 1:0 NK Mladost Vođinci - NK Sloga Novi Mikanovci 4:0 NK Mladost Cerić - NK Borinci Jarmina 1:1    |
| HNK Vinkovci - NK Croatia Novi Jankovci 3:2 ↓4 NK Borinci Jarmina - NK Šokadija Đeletovci 3:4 NK Sloga Novi Mikanovci - NK Mladost Cerić 0:0 NK Lovor Nijemci - NK Mladost Vođinci 2:2 NK Hajduk Mirko Mirkovci - NK Hrvatski Sokol Mirkovci 2:1 NK Meteor Slakovci - NK Lipovac 3:5  | NK Šokadija Đeletovci - NK Croatia Novi Jankovci 1:0 NK Lipovac - HNK Vinkovci 1:0 NK Hrvatski Sokol Mirkovci - NK Meteor Slakovci 3:2 NK Mladost Vođinci - NK Hajduk Mirko Mirkovci 1:0 NK Mladost Cerić - NK Lovor Nijemci 5:0 NK Borinci Jarmina - NK Sloga Novi Mikanovci 3:2     | HNK Vinkovci - NK Hrvatski Sokol Mirkovci 2:3 ↓5 NK Sloga Novi Mikanovci - NK Šokadija Đeletovci 4:0 NK Lovor Nijemci - NK Borinci Jarmina 3:2 NK Hajduk Mirko Mirkovci - NK Mladost Cerić 1:2 NK Meteor Slakovci - NK Mladost Vođinci 1:0 NK Croatia Novi Jankovci - NK Lipovac 2:3 |
| NK Šokadija Đeletovci - NK Lipovac 1:4 NK Hrvatski Sokol Mirkovci - NK Croatia Novi Jankovci 3:1 NK Mladost Vođinci - HNK Vinkovci 2:1 NK Mladost Cerić - NK Meteor Slakovci 4:0 NK Borinci Jarmina - NK Hajduk Mirko Mirkovci 4:0 NK Sloga Novi Mikanovci - NK Lovor Nijemci 1:1     | HNK Vinkovci - NK Mladost Cerić 0:5 ↓6 NK Lovor Nijemci - NK Šokadija Đeletovci 3:0 NK Hajduk Mirko Mirkovci - NK Sloga Novi Mikanovci 0:0 NK Meteor Slakovci - NK Borinci Jarmina 4:3 NK Croatia Novi Jankovci - NK Mladost Vođinci 2:1 NK Lipovac - NK Hrvatski Sokol Mirkovci 4:2  | NK Šokadija Đeletovci - NK Hrvatski Sokol Mirkovci 2:1 NK Lipovac - NK Mladost Vođinci 1:0 NK Croatia Novi Jankovci - NK Mladost Cerić 1:0 HNK Vinkovci - NK Borinci Jarmina 3:0 NK Meteor Slakovci - NK Sloga Novi Mikanovci 2:1 NK Hajduk Mirko Mirkovci - NK Lovor Nijemci 1:0    |
| NK Hajduk Mirko Mirkovci - NK Šokadija Đeletovci 2:0 NK Lovor Nijemci - NK Meteor Slakovci 3:0 NK Sloga Novi Mikanovci - HNK Vinkovci 2:0 NK Borinci Jarmina - NK Croatia Novi Jankovci 2:2 NK Mladost Cerić - NK Lipovac 3:2 NK Mladost Vođinci - NK Hrvatski Sokol Mirkovci 0:0     | NK Šokadija Đeletovci - NK Mladost Vođinci 1:4 HNK Vinkovci - NK Lovor Nijemci 1:3 NK Lipovac - NK Borinci Jarmina 8:1 NK Croatia Novi Jankovci - NK Sloga Novi Mikanovci 2:1 NK Meteor Slakovci - NK Hajduk Mirko Mirkovci 0:0 NK Hrvatski Sokol Mirkovci - NK Mladost Cerić 2:1     | NK Meteor Slakovci - NK Šokadija Đeletovci 5:1 NK Hajduk Mirko Mirkovci - HNK Vinkovci 5:1 ↓7 NK Lovor Nijemci - NK Croatia Novi Jankovci 1:0 NK Sloga Novi Mikanovci - NK Lipovac 3:2 NK Borinci Jarmina - NK Hrvatski Sokol Mirkovci 4:3 NK Mladost Cerić - NK Mladost Vođinci 1:1 |
| HNK Vinkovci - NK Meteor Slakovci 5:0 ↓8 NK Šokadija Đeletovci - NK Mladost Cerić 4:3 NK Mladost Vođinci - NK Borinci Jarmina 2:0 NK Hrvatski Sokol Mirkovci - NK Sloga Novi Mikanovci 2:1 NK Lipovac - NK Lovor Nijemci 0:0 NK Croatia Novi Jankovci - NK Hajduk Mirko Mirkovci 1:1  | HNK Vinkovci - NK Šokadija Đeletovci 5:1 ↓9 NK Meteor Slakovci - NK Croatia Novi Jankovci 1:1 NK Hajduk Mirko Mirkovci - NK Lipovac 1:1 NK Lovor Nijemci - NK Hrvatski Sokol Mirkovci 4:1 NK Sloga Novi Mikanovci - NK Mladost Vođinci 1:0 NK Borinci Jarmina - NK Mladost Cerić 2:4  | NK Šokadija Đeletovci - NK Borinci Jarmina 1:3 NK Mladost Cerić - NK Sloga Novi Mikanovci 1:0 NK Mladost Vođinci - NK Lovor Nijemci 4:1 NK Hrvatski Sokol Mirkovci - NK Hajduk Mirko Mirkovci 1:0 NK Lipovac - NK Meteor Slakovci 2:0 NK Croatia Novi Jankovci - HNK Vinkovci 6:2    |
| HNK Vinkovci - NK Lipovac 2:6 ↓10 NK Croatia Novi Jankovci - NK Šokadija Đeletovci 0:3 NK Meteor Slakovci - NK Hrvatski Sokol Mirkovci 4:2 NK Hajduk Mirko Mirkovci - NK Mladost Vođinci 1:0 NK Lovor Nijemci - NK Mladost Cerić 3:2 NK Sloga Novi Mikanovci - NK Borinci Jarmina 2:0 | NK Šokadija Đeletovci - NK Sloga Novi Mikanovci 3:3 NK Borinci Jarmina - NK Lovor Nijemci 1:2 NK Mladost Cerić - NK Hajduk Mirko Mirkovci 3:0 NK Mladost Vođinci - NK Meteor Slakovci 1:1 NK Hrvatski Sokol Mirkovci - HNK Vinkovci 5:0 ↓11 NK Lipovac - NK Croatia Novi Jankovci 1:2 | NK Lipovac - NK Šokadija Đeletovci 5:3 NK Croatia Novi Jankovci - NK Hrvatski Sokol Mirkovci 3:2 HNK Vinkovci - NK Mladost Vođinci 4:1 NK Meteor Slakovci - NK Mladost Cerić 1:1 NK Hajduk Mirko Mirkovci - NK Borinci Jarmina 4:0 NK Lovor Nijemci - NK Sloga Novi Mikanovci 2:0    |
| NK Šokadija Đeletovci - NK Lovor Nijemci 2:7 NK Sloga Novi Mikanovci - NK Hajduk Mirko Mirkovci 3:0 NK Borinci Jarmina - NK Meteor Slakovci 2:1 NK Mladost Cerić - HNK Vinkovci 5:3 NK Mladost Vođinci - NK Croatia Novi Jankovci 1:1 NK Hrvatski Sokol Mirkovci - NK Lipovac 5:1     | | |